# 나카무라 가즈우지

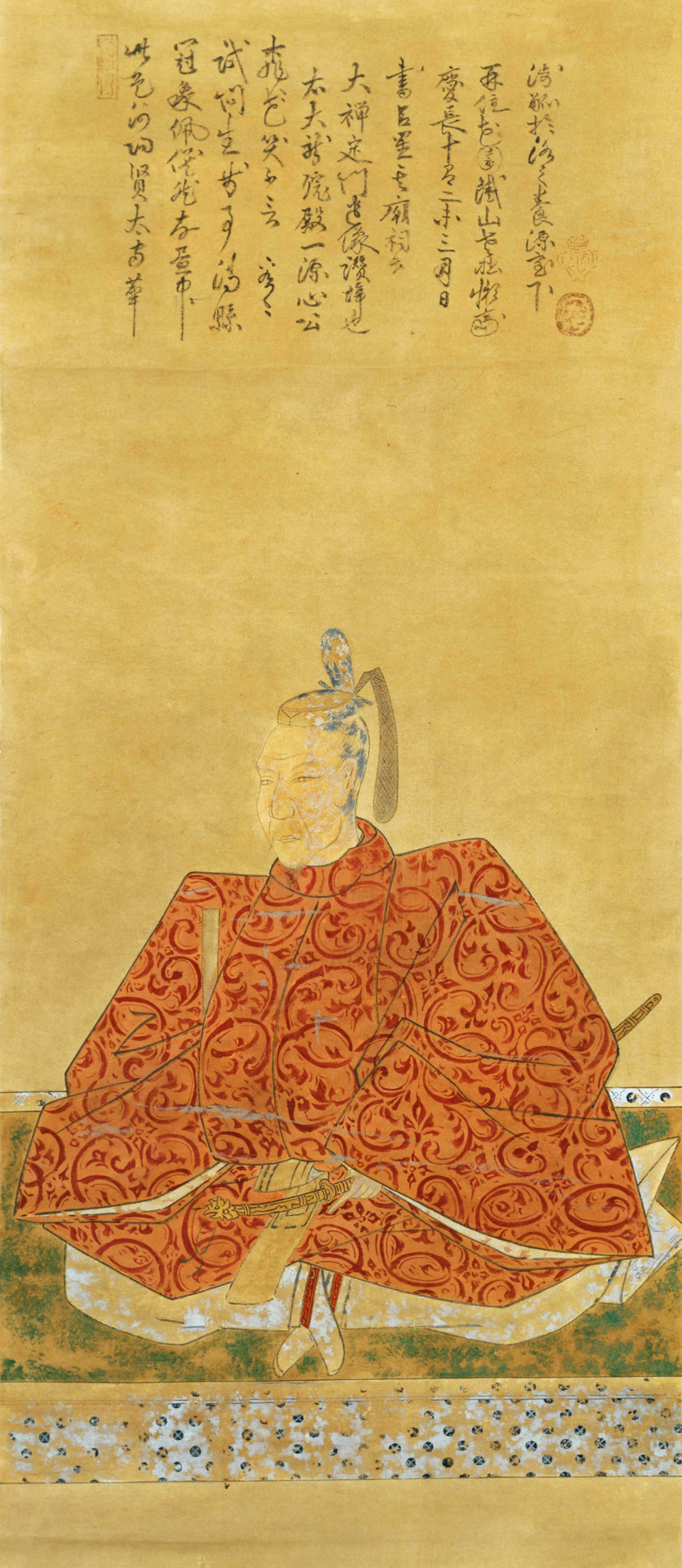
나카무라 가즈우지

나카무라 가즈우지(일본어: 中村一氏, 생년 미상 ~ 1600년)는 센고쿠 시대로부터 아즈치 모모야마 시대까지의 무장, 다이묘이다. 도요토미 정권의 삼중로 중 한명이다.

## 같이 보기
- 공명의 갈림길 (드라마)
- 아사노 요시나가 - 가즈우지와 동서지간